# Abraham van den Tempel

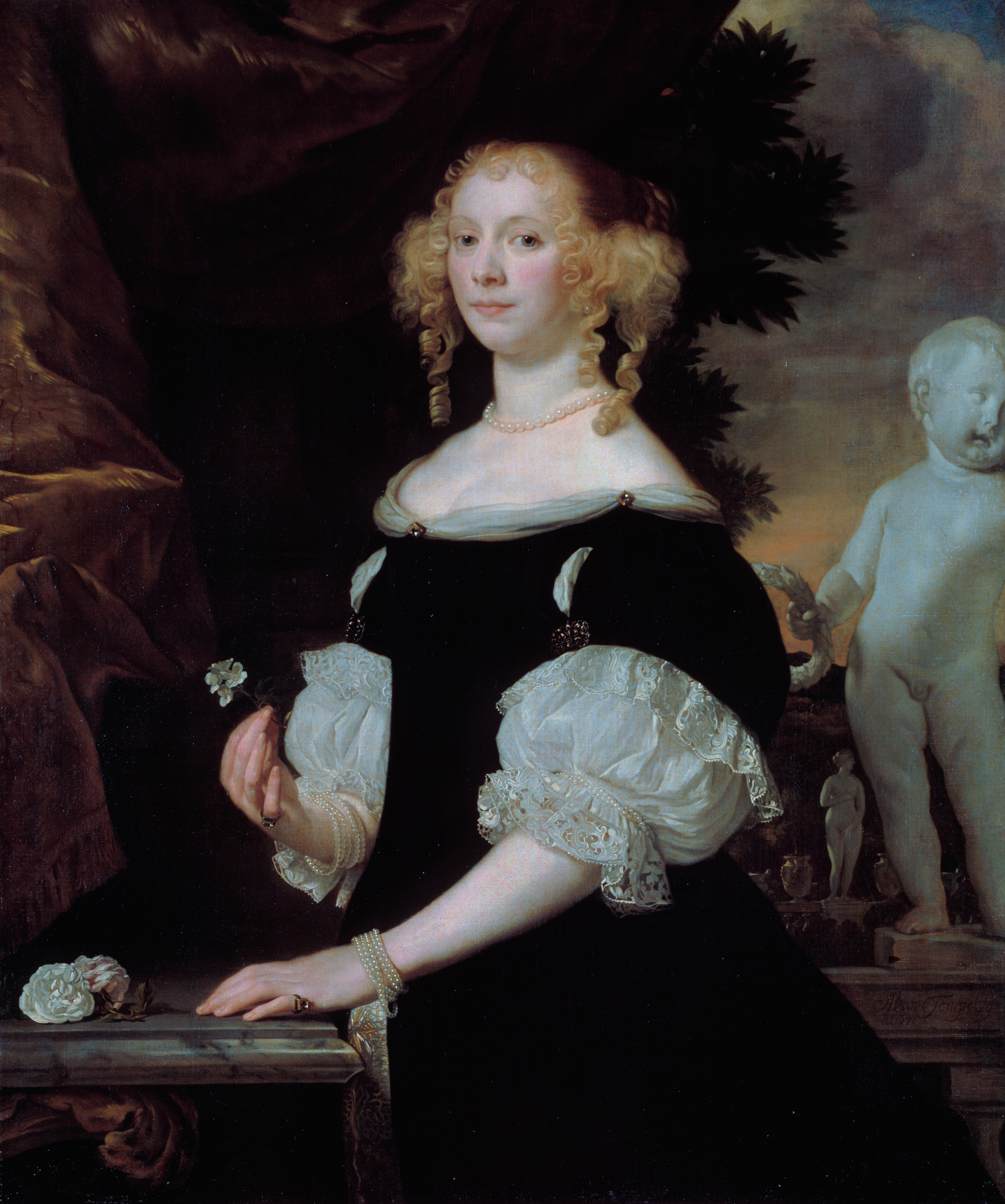
Portret van een vrouw, door Abraham Lambertsz. van den Tempel

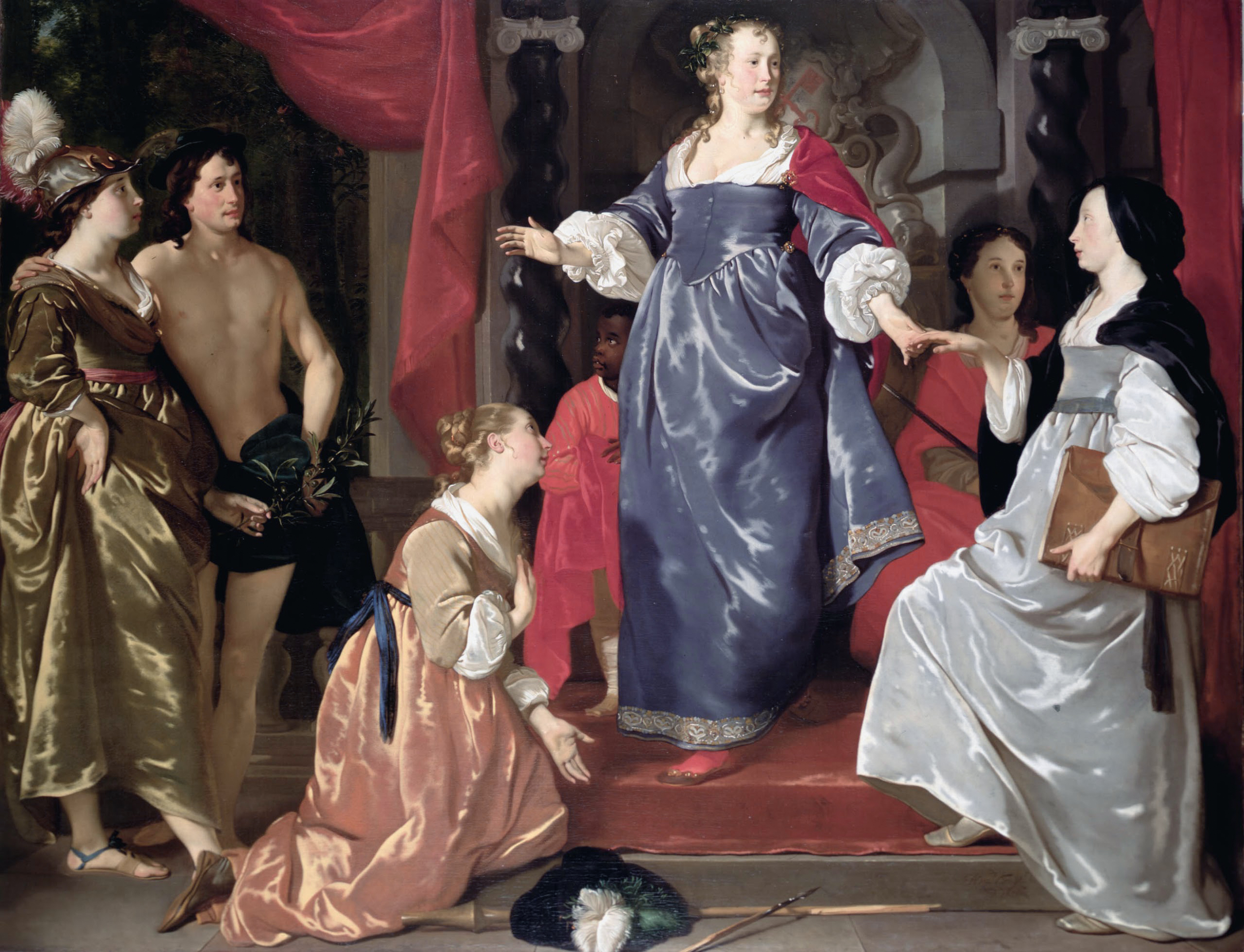
De Stad Leiden ontvangt de Lakennijverheid, 1 januari 1651

Abraham Lambertsz. van den Tempel (Leeuwarden, ca. 1622 - Amsterdam, 8 oktober 1672) was een succesvolle Nederlandse kunstschilder van portretten, allegorieën en Bijbelse voorstellingen.

## Biografie
Abraham was de zoon van Lambert Jacobsz, een schilder die zich vanuit Amsterdam in Leeuwarden had gevestigd als ondernemer en kunsthandelaar en voorganger bij de doopsgezinden. Na de dood van zijn vader in 1636 vertrok Abraham naar Amsterdam. Samen met zijn broer vestigde hij zich als lakenhandelaar.
Hij kreeg zijn opleiding samen met Jan van Noordt en Jan de Baen bij Jacob Backer. Na vier jaar vertrok hij naar Leiden. Daar was hij woonachtig in een pand met een tempel in de gevel en trouwde in 1647.
Op 10 maart 1648 richtte hij het Leidse Sint Lucasgilde op, samen met Gabriel Metsu, Jan Steen, Joris van Schooten, David Bailly en Pieter de Ring. Hij schilderde drie werken voor de Leidse Lakenhal.
Zijn leerlingen waren Frans van Mieris, Michiel van Musscher, Carel de Moor en Ary de Vois. Bij zijn inschrijving als student wiskunde aan de Universiteit van Leiden op 7 februari 1653 zei hij 30 jaar oud te zijn. Van den Tempel was hoofdman en deken van het gilde, maar in 1660 was hij terug in Amsterdam en concurreerde met Bartholomeus van der Helst.
Als kunstkenner werd hij ingeschakeld bij het beoordelen van 35 Italiaanse schilderijen die door Gerrit Uylenburgh waren verkocht aan Frederik Willem van Brandenburg, de keurvorst van Brandenburg.